# 反錫安主義

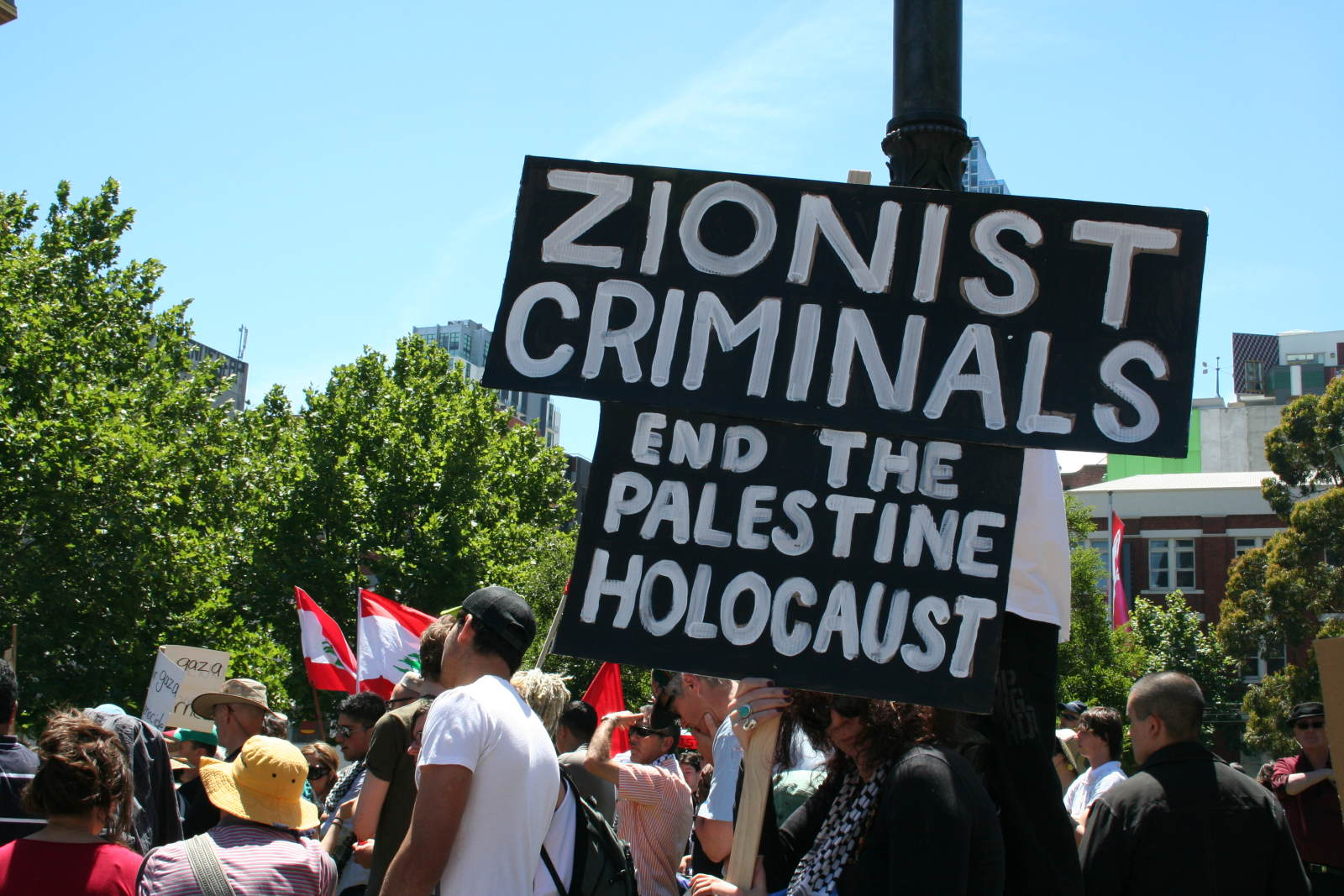
2009年墨尔本的反对加沙战争抗议游行，牌子上书英文“锡安主义者是罪犯。结束巴勒斯坦种族灭绝”。

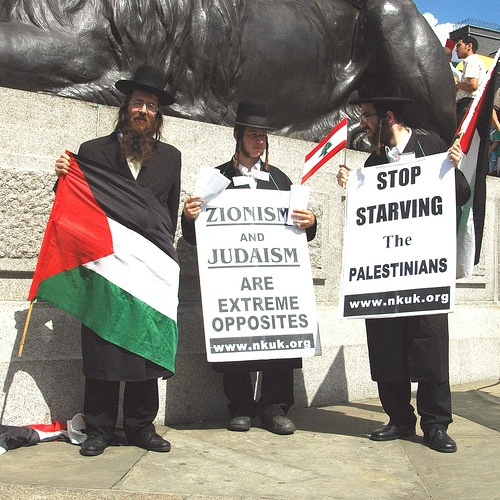
2006年9月7日伦敦特拉法加广场上反锡安主义的犹太人，牌子上书“犹太教和锡安主义完全相反”、“停止巴勒斯坦人饥荒”

反錫安主義是反对錫安主義这一政治运动的思想，即反对犹太人在古代以色列地上（又称迦南地、巴勒斯坦地區）建立民族国家以色列这一犹太复国主义运动，和反对现代以色列国的思想。
反锡安主义分为很多支派：
1. 宗教角度：犹太教極端正統派中的部分派別認為建立以色列国是對上帝的不敬、等同於干涉歷史進程，且這種人為干涉會導致彌賽亞更快降臨；
2. 道德角度：因为这使原居于當地的巴勒斯坦人失去家園，導致猶太人「成為巴勒斯坦的侵略者」
3. 政治角度[1]：很多犹太人将反锡安主义的政治运动视作当代的反猶太主義及种族歧视，法国和德国政府，以及美国众议院也将其定調為反猶太主義。另一些学者则认为这两者并无联系[2][3]。

部分支持巴勒斯坦的反錫安主義團體，推動“抵制、撤资、制裁”行動，要求以色列終結對巴勒斯坦人的「非人道政策」。

## 天主教会与锡安主义
天主教对锡安主义的最初回应抱着强烈的反对态度。1897年巴塞尔会议后不久，半官方的梵蒂冈期刊《公教文明》对政治性的锡安主义作出圣经神学的判断：「自从拿薩勒人耶稣的预言实现以来已经過了1827年…（在耶路撒冷遭到破坏之后），犹太人流落到各个国家成为奴隶，他们将持續離散直至世界末日。」犹太人不應被允许回到巴勒斯坦、重掌巴勒斯坦的主权：「《圣经》认为，犹太人必须一直生活在其他国家中，继续分散和流亡，这样他们不仅可以通过圣经见证基督…亦可透過自己的存在見證耶稣基督。」
尽管如此，西奥多·赫茨尔于1904年1月底前往罗马，这是在第六届锡安主义大会（1903年8月）之后，在他死亡前的六个月。他寻求獲得支持。1月22日，西奥多·赫茨尔首次会见了教廷国务卿拉斐尔樞机主教拉斐尔·梅里·德尔瓦尔。根据赫茨尔的私人日记，樞机主教对以色列历史的看法与歷代教宗的解释相同，但他也要求犹太人皈依天主教。三天后，赫茨尔遇到了教宗庇護十世，他以相同的方法答复了他提出的犹太人回到以色列的要求，庇護十世说：「我们無法赞成这个运动。我们無法阻止犹太人回到耶路撒冷，我们永远不能批准这个…犹太人没有承认我们的主，所以我们不能承认犹太人。」 1922年，在同一期刊上刊登了维也纳记者的一篇文章，它写道：「反犹主义是绝对必要的，这是对犹太人傲慢态度會產生的自然反应……天主教的反犹主义虽然从不超出道德规范，但却采取所有必要的手段，将基督徒从他们敌人的虐待中解放出来。」这个最初的态度在接下来的50年中不断发生改变，直到1997年为止。1977年，在梵蒂冈研讨会（Vatican symposium）上，教宗若望·保祿二世拒绝了反犹主义的基督教根源，指出：「……对《新约》有关犹太人和他们（在基督之死中所犯）的罪行的错误和不正当解释已经流传得太久了，引起了对犹太人的敌对态度。」

### 被描述为殖民主义或种族清洗

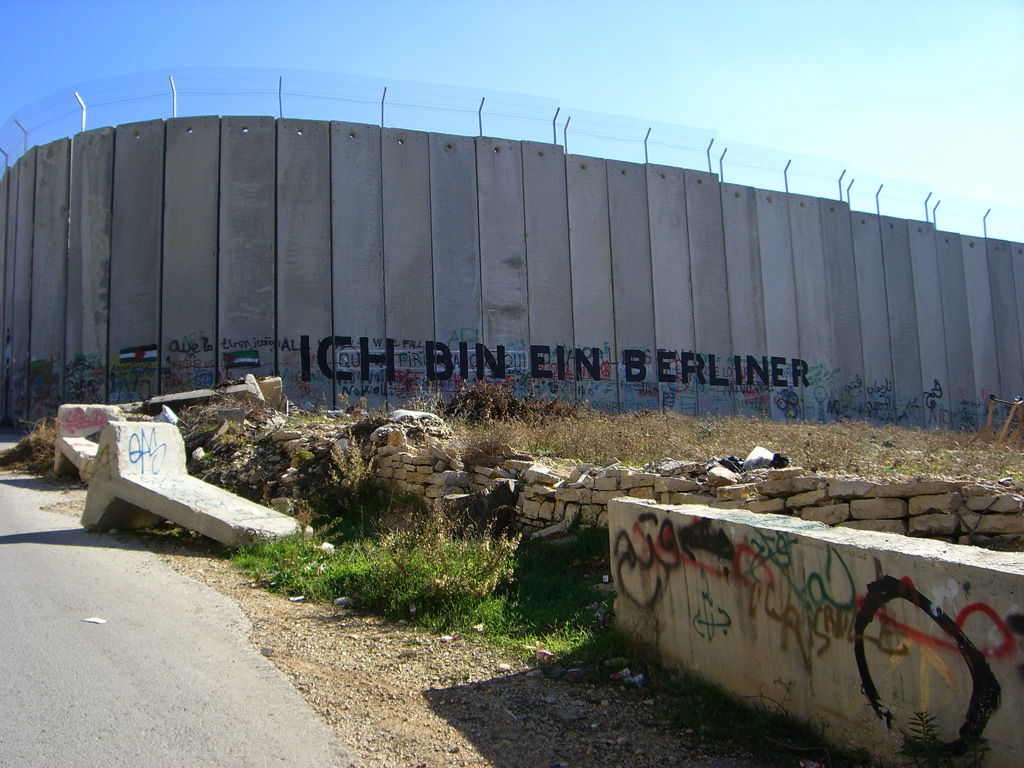
位于伯利恆的一段以色列-約旦河西岸地區边境墙，上面写着德文“我是柏林人”。

锡安主义被描述为殖民主义，人们批评锡安主义是为了推进对巴勒斯坦人的土地的不公平没收，认为它涉及到驱逐巴勒斯坦人，对他们造成暴力。将锡安主义看成是殖民主义的主要作者包括Nur Masalha，Gershon Shafir，Michael Prior，Ilan Pappe和Baruch Kimmerling等。
其他人，如梭羅莫和Mitchell Bard，则认为锡安主义不是殖民主义运动，而是作为与巴勒斯坦人竞争的民族主義运动。大卫·霍夫曼（David Hoffman）驳斥了锡安主义是一个“殖民事业”的说法，相反，他将锡安主义定义为肯定性行动的民族计划，并补充说，以色列从古到今都有犹太人的存在。
诺姆·乔姆斯基、约翰·P·奎格利（John P. Quigly）、Nur-eldeen Masalha和Cheryl Rubenberg曾批评过锡安主义，认为它不公平地没收巴勒斯坦人的土地和驱逐巴勒斯坦人。
爱德华·萨义德和Michael Prior声称，驱逐巴勒斯坦人的概念是锡安主义早期的组成部分，西奥多·赫茨尔1895年的日记中指出：「我们将不预先通知而努力地驱逐所有的贫困人口——重新占领土地和驱逐穷人的过程必须小心谨慎地进行。」 Efraim Karsh批评这个引文扭曲了赫尔兹的目的。他表示「巴勒斯坦的政治宣傳」扭曲了此段的用意，並認為赫茨尔在此是指的是自愿重新安置生活在犹太人购买的土地上的擅自占地者；他表示整天日記表示的是：「不用说，我们应该以最努力的手段尊重有信仰的人，保护他们的财产、荣誉和自由。在这个地方上，我们要树立榜样，将整个世界变成一个美好的地方…如果个别地区有这么多不能迁移的人（他们不会出售他们的土地给我们），我们只会让他们留在那里，并在我们所属的地方发展我们的商业。」Derek Penslar说，赫尔兹在写关于征用土地的日记可能考虑的是南美或巴勒斯坦。根据Walter Lacquer的观点，尽管许多锡安主义者提出转让土地，但这从来不是锡安主义的政策，而在1918年，本-古里安则强调「拒绝这个」反感。
Ilan Pappe认为锡安主义会导致种族清洗。这种观点与其他新历史学家（如本尼·莫里斯）的观点有分歧，莫里斯接受巴勒斯坦人的流亡叙事，但将其置于战争的背景下，就認為這不算是種族清洗。当人们问到莫里斯如何看待犹太人从盧德和拉姆拉驱逐巴勒斯坦人时，他回答说：「历史的某些情况会证明种族清洗是正当的，我知道这个术语在21世纪的话语中是完全負面的，但是在种族清洗和种族灭绝（摧毁你们的人民）之间做选择，我会选择种族清洗。」
Saleh Abdel Jawad、Nur Masalha、Michael Prior、Ian Lustick和John Rose批评锡安主义，认为它需要对巴勒斯坦人的暴行负责，例如代爾亞辛村大屠殺，易卜拉欣大惨案，以及贝鲁特难民营大屠杀。
1938年，圣雄甘地拒绝了锡安主义，认为在巴勒斯坦建立一个犹太民族国家是宗教行为，因此不得以武力进行，他将其与印度分裂为印度教和穆斯林国家进行比较。他写道：「巴勒斯坦属于阿拉伯人，就像英国属于英国人，或法国属于法国人。将犹太人强加给阿拉伯人是错误的和不人道的…当然，如果将自豪的阿拉伯人赶走，从而部分地或全部地恢复犹太人的民族国家，这样做会危害人类…他们只能以一种对阿拉伯人抱着善意的方式定居在巴勒斯坦。他们应该转变阿拉伯人的心。」甘地后来在1946年告诉美国记者Louis Fischer：「犹太人在巴勒斯坦有很强的理由。如果阿拉伯人认为自己拥有巴勒斯坦，那么犹太人则有更强的理由。」

### 被描述为种族主义者

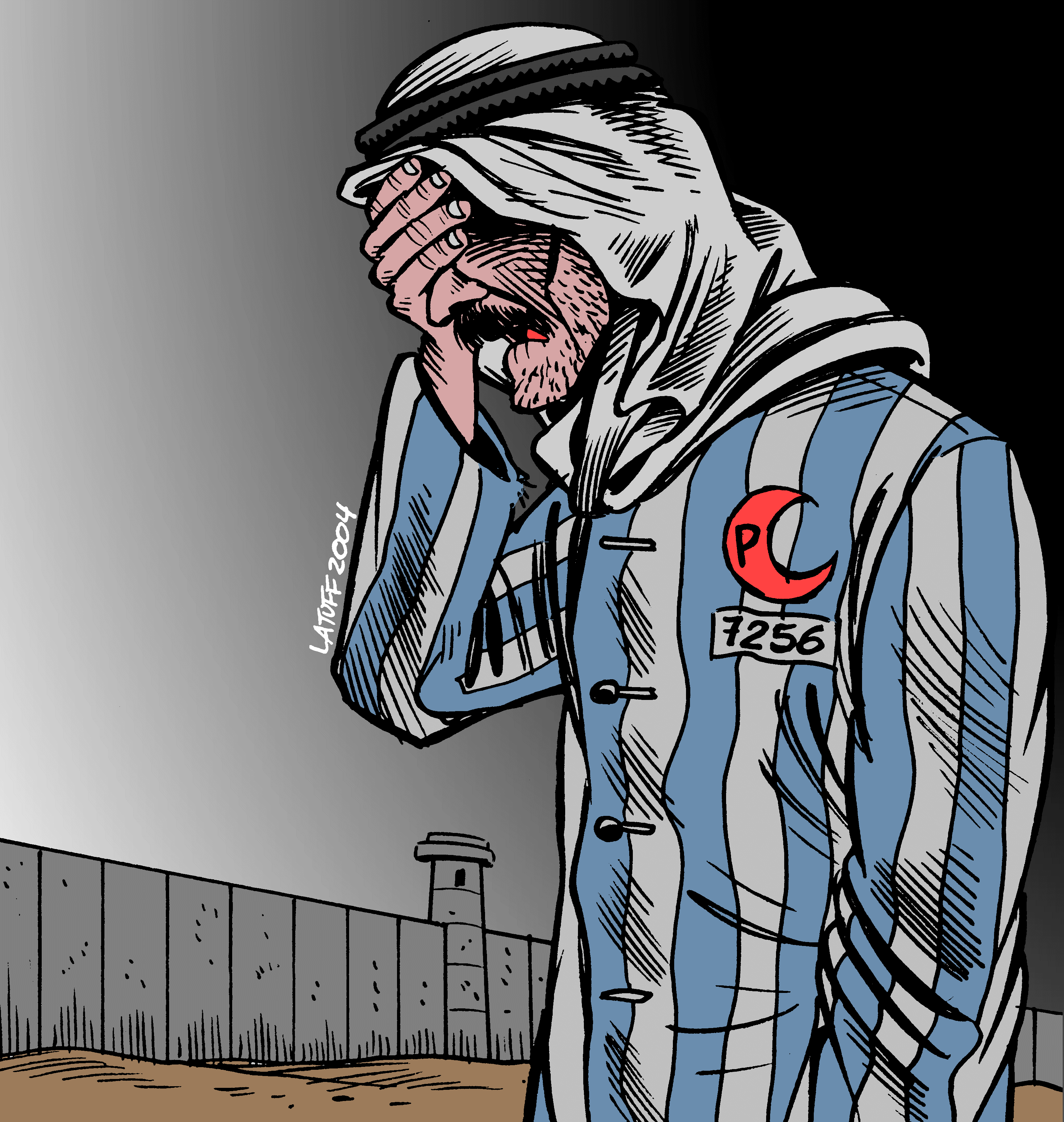
反猶太政治漫画：巴勒斯坦人「如同」当年被关在纳粹集中营的犹太人，囚犯标识是伊斯兰新月。

戴维·本-古里安说：「在犹太国家公民中，将没有基于种族，宗教，性别或阶级的歧视。」同样，泽维·贾鲍京斯基还表示：「少数族群不会变得手无寸铁……民主的目标就是要保障少数族群对国家政策事宜的影响。」
然而，锡安主义的批评者认为这是殖民主义的或种族主义的运动。历史学家阿维·施莱姆说，直至今天，锡安主义在整个历史中“充满了对原住民的深刻敌意和蔑视。”施莱姆缓和了这个观点，他指出，锡安主义运动中一直有人批评这种态度。他列举了阿哈德·哈姆的例子，哈姆在1891年访问巴勒斯坦后发表了一系列文章，批评锡安主义定居者的侵略行为和政治民族中心主义。哈姆写道「锡安主义者以敌对和残酷的方式对待阿拉伯人，不公正地侵略他们的边界，无理由地殴打他们，甚至吹嘘这些做法，没有人立即制止这种蔑视和危险的倾向，」他们认为「阿拉伯人唯一懂得的语言是暴力的语言。」一些批评锡安主义的人声称犹太教“选民”的概念是锡安主义种族主义的根源，尽管古斯塔沃·派来德尼克认为这是一个与锡安主义无关的宗教观念。 
1973年12月，联合国通过了一系列谴责南非的决议，提到了“葡萄牙殖民主义、种族隔离与锡安主义之间的不道德的联盟”。那时，以色列和南非之间几乎没有合作，虽然两国在1970年代形成密切的关系。在南非种族隔离制度和某些以色列对巴勒斯坦人的政策之间也存在着某种平行，这些政策被视为锡安主义思想中的种族主义体现。

1975年，联合国大会通过了第3379号决议，其中认为「锡安主义是一种种族主义和种族歧视的形式」。根据该决议，「任何种族优越性的原则在科学上都是虚假的，道义上是需要谴责的，在社会上不公正的、危险的。」该决议将巴勒斯坦、津巴布韦和南非被占的领土列为种族主义政权的例子。 3379号决议由苏联率先提出，并得到阿拉伯和非洲的很多国家的支持而得到通过，这些国家此时正指责以色列支持南非的种族隔离政权。美国代表丹尼尔·帕特里克·莫伊尼汉强烈批评这一决议「下流」且「对联合国造成了伤害」。1991年，以色列宣布如果取消这个决议，它只参加1991年的马德里会议，于是这个决议在聯合國大會決議46/86中被废除。
美国……不承认，不会遵守，永远不会默许这个臭名昭着的决议……「锡安主义是种族主义」是一个谎言。绝对明确的是，它并不是种族主义。

— Daniel Patrick Moynihan, speaking in the UN General Assembly after Resolution 3379 was passed, 1975.
在南非德班举行的2001年反对种族主义世界会议上，阿拉伯国家试图将锡安主义与种族主义联系起来，这导致美国和以色列以离场的方式表示抗议。会议的最后文本没有将锡安主义与种族主义联系起来。另一方面，与会议相关的人权论坛将锡安主义与种族主义等同起来，并谴责以色列所谓的「种族主义罪行，包括其种族灭绝和种族清洗行为。」
锡安主义的支持者，例如查赫·赫尔佐格认为这个运动是非歧视性的，不包含种族主义的特征。

## 极端正统派和锡安主义
哈雷迪猶太教（也称极端正统派）中部分派別反对锡安主义。他们将锡安主义看作是一種世俗化运动，他们拒绝将民族主义作为教条，认为犹太教是一个不依赖于国家的宗教。然而，一些哈雷迪猶太教运动（例如自2010年以来的沙斯党）确实公开地与锡安主义运动联系在一起。
一些哈雷迪拉比不认为以色列是一个奠基於犹太法律上的犹太国家，因为它有一个世俗政府。但他们负责确保犹太人维护宗教的理想，而且，由于大多数以色列公民是犹太人，他们在以色列内追求这个议程。其他人则拒绝犹太国家是可能的，因为他们认为犹太国家完全被犹太教律法所禁止的。在他们看来，犹太国的概念相當矛盾。
两个哈雷迪政党曾在以色列选举中是競選人。人们有时将它们与民族主义的或锡安主义的观点相联系。它们更喜欢与民族主义的锡安主义政党的联盟，可能是因为这些政党更有兴趣加强以色列国家的犹太性质。塞法迪正統派的沙斯党拒绝与锡安主义运动联系起来；然而，在2010年，它加入了世界锡安主义组织。投票支持它的通常是锡安主义者，而且，國會議員经常追求他人视为锡安主义的议程。沙斯党支持与阿拉伯和巴勒斯坦人在领土上的妥协，但它一般拒绝对犹太圣地的妥协。
以色列團結黨代表非哈西迪，或立陶宛的哈雷迪阿什肯納茲猶太人。以色列團結黨始终避免与锡安主义运动联系起来，通常避免投票或讨论与和平有关的问题，因为其成员不在军队中服役。该党的工作是确保以色列和以色列的律法在安息日休息等问题上与犹太律法一致。立陶宛猶太人的拉比领袖，例如拉比埃拉扎尔·沙赫和拉比 Avigdor Miller强烈反对一切形式的锡安主义，不管是宗教的还是世俗化的。但他们允许成员参与以色列的政治生活，包括被动地和积极地参与选举。
在耶路撒冷的许多其他哈西迪集团（最著名的是Satmar Hasidim，以及他们所属的更大的运动Edah HaChareidis，都是强烈的反锡安主义者。所有现代锡安主义政治的最著名的哈西迪反对者之一是匈牙利拉比、塔木德学者Joel Teitelbaum。他认为，现在的以色列国家与犹太教是相反的，因为它是由一些具有反宗教性质的人所建立的，并且显然违反了犹太人应该等待犹太弥赛亚的传统观念。
Teitelbau在反对现代锡安主义时提到古典犹太教来源的核心引文；特别是塔木德的一段话，在其中，拉比Yosi b'Rebbi Hanina解释（Kesubos 111a）到上帝在以色列国上施加了“三个誓言”：a）以色列不应该用武力集体返回土地。 b）以色列不应反叛其他国家；和c）其它国家不应过度地压制以色列。根据Teitelbaum的说法，就以色列随后与阿拉伯诸国的战争而言，已经违反了第二个誓言。
在Edah HaChareidis中的反对团体有Dushinsky，Toldos Aharon，Toldos Avrohom Yitzchok，Spinka等人。他们在耶路撒冷以至于全世界的人口都是成千上万的。
「聖城守衛」，一个正统哈雷迪猶太教的宗教运动，认为以色列是一个“种族主义政权”。这个宗教运动被大多数主流犹太人视为“犹太教最边缘”的邪教； 犹太虚拟图书馆（Jewish Virtual Library）认为他们有5,000人左右，但反诽谤联盟估计，少于100个社群成员实际上参与到反以色列的激进主义中。这一运动将锡安主义等同于纳粹主义，认为锡安主义意识形态违背了摩西五经的教义，同时也指责锡安主义增强了反犹主义。「聖城守衛」的成员在极端言论和支持著名反犹主义和伊斯兰极端分子上有着很长的历史。
在传统上，立陶宛猶太人哈巴德运动没有被确定为锡安主义者，但自20世纪末以来采取了锡安主义议程，反对以色列在领土上的任何妥协。

## 反锡安主义或反犹主义
一些反锡安主义者的批评者认为，反锡安主义很难与反犹主义区分开来，并认为，对以色列的批评可以作为反犹的借口。 马丁·路德·金曾被指在公開信上谴责反锡安主义为反犹太主义。其它学者认为，对锡安主义的某些形式的反对构成了反犹主义。很多学者认为，反锡安主义和反对以色列政策在最极端的情况下往往与反犹主义重叠。在阿拉伯世界中，“犹太人”和“锡安主义者”一词通常可以互换使用。为了避免被指责为反犹主义，巴勒斯坦解放組織历来一直避免使用“犹太人”一词，而使用“锡安主义者”，尽管巴勒斯坦解放组织官员有时会口误。
有些反犹主义者指出，锡安主义过去曾经是（或现在也是）犹太人控制世界的阴谋的一部分。 这些指控因《錫安長老議定書》得到全球的关注。这个虚构的议案是对此阴谋的犹太领导的虚构性的会议记录。对他们欺诈根源的分析和证明可追溯到1921年。1920年的德文版将其改名为《錫安主義者議定書》。这个议案被纳粹宣传广泛使用，并且仍旧在阿拉伯世界广泛发行。《1988年哈马斯宪章》提到这个文本。
反锡安主义者中确实存在一些使用以前与反犹主义相关的指责、诽谤、图像和战术的例子。 1973年10月21日，当时的苏联驻联合国大使雅科夫·馬利克宣称：“锡安主义者强调希伯来人是上帝选民的理论，这是荒谬的思想。”同样，在圣彼得堡的前“宗教和无神论博物馆”关于锡安主义和以色列的展览也将下列的这些东西作为苏联锡安主义的材料：犹太人祈祷经文护符匣和逾越节哈加达，尽管这些都是犹太人使用了数千年的宗教用品。
另一方面，反锡安主义作家，如乔姆斯基、諾曼·芬克爾斯坦、Michael Marder和塔里克·阿里则认为，将反锡安主义描述为反犹主义是不准确的，它有时掩盖对以色列政策和行动的合法批评，它有时被用作政治手段，以扼杀对以色列的合理批评。
2019年，美國國務卿蓬佩奥表示反锡安主义就是反犹太主义。2023年12月，美国众议院批准一项决议，該決議認定反锡安主义就是反犹太主义。